# Leucostethus
Leucostethus é um género de anfíbios da família Dendrobatidae. Está distribuído por Colômbia, Equador e Peru.

## Espécies
- Leucostethus alacris (Rivero and Granados-Díaz, 1990)
- Leucostethus argyrogaster (Morales and Schulte, 1993)
- Leucostethus bilsa Vigle, Coloma, Santos, Hernandez-Nieto, Ortega-Andrade, Paluh, and Read, 2020
- Leucostethus brachistriatus (Rivero and Serna, 1986)
- Leucostethus dysprosium (Rivero and Serna, 2000)
- Leucostethus fraterdanieli (Silverstone, 1971)
- Leucostethus fugax (Morales and Schulte, 1993)
- Leucostethus jota Marín-Castaño, Molina-Zuluaga, Restrepo, Cano, and Daza-R., 2018
- Leucostethus ramirezi (Rivero and Serna, 2000)
- Leucostethus siapida Grant and Bolívar-García, 2021
- Leucostethus yaguara (Rivero and Serna, 1991)